# Arnold Savage
Sir Arnold Savage, né le 8 septembre 1358 à Bobbing dans le Kent et mort le 29 novembre 1410, est un parlementaire anglais.

## Biographie
Son père éponyme est au service du prince Édouard de Woodstock (le « Prince noir »), gérant ses terres et le représentant en missions diplomatiques en France. Sa mère, Eleanor, est employée par le prince comme nourrice pour son fils Richard de Bordeaux, le futur roi Richard II. Mineur lors de la mort de ses parents, Arnold Savage est confié à la tutelle du roi Édouard III, puis à celle du jeune roi Richard II. À sa majorité, Arnold entre en possession des terres et des manoirs de ses parents, et devient l'un des plus riches propriétaires fonciers du Kent.
Il prend part à la répression de la Révolte des paysans en 1381, à la suite de laquelle il est nommé shérif du Kent en automne. À l'été 1385 il participe à l'expédition militaire avortée de Richard II contre le royaume d'Écosse, au cours de laquelle il est fait chevalier. En 1387, il recrute une soixantaine d'hommes et prend part aux attaques maritimes anglaises contre les Français dans la Manche, sous le commandement de Richard FitzAlan, comte d'Arundel. Malgré sa proximité avec le roi, il n'est pas persécuté par les nobles (Lords Appellant) qui se saisissent du pouvoir cette même année, sans formellement déposer le roi.
Il est élu knight of the shire (député) du Kent à la Chambre des communes du Parlement d'Angleterre aux deux parlements de 1390 et à celui de 1391. Au cours des années qui suivent, il semble avoir perdu dans une certaine mesure la faveur et la confiance du roi. Lorsque Richard II est déchu en 1399, il soutient sans scrupule le nouveau roi Henri IV. Il est élu au parlement de 1401, et ses pairs l'élisent à la présidence de la Chambre le 23 janvier. Il s'avère d'une éloquence peu commune à ce poste, et est apprécié des députés. Il maintient également une bonne entente avec le roi même lorsque, en tant que porte-parole des communes, il lui exprime les critiques formulées par les députés à l'encontre du gouvernement, le met en garde contre tout impôt excessif, ou bien lui demande (sans succès) de répondre aux pétitions des communes avant que celles-ci ne lui accordent de nouveaux fonds. Réélu député en 1402, il est nommé membre du Conseil du Roi en décembre de cette même année, fonction qu'il conserve jusqu'en mai 1406 lorsque tous les roturiers sont exclus du Conseil. En novembre 1403 il est dépêché avec John Pelham à Calais pour en assurer la sécurité face au risque d'une mutinerie.
Il est de retour en Angleterre à temps pour siéger au parlement qui débute en janvier 1404, et auquel il a été réélu en octobre 1403. Les députés l'élisent une nouvelle fois président de la Chambre. Celle-ci, sous sa présidence, affirme nettement son autonomie vis-à-vis du monarque, exigeant que le roi se sépare de certains membres de son entourage, et refusant de lui verser des fonds supplémentaires au motif que son gouvernement dispose déjà d'un budget suffisant. Lorsque le roi demande aux communes de lever de nouveaux impôts, Arnold Savage critique les dépenses excessives du palais, en demande un audit, et suggère au monarque certaines réductions de dépenses spécifiques. Enfin, Savage demande au roi que Henry Percy, comte de Northumberland, en prison pour avoir soutenu la rébellion armée de son fils, soit autorisé à s'expliquer et à se défendre face à la Chambre des Lords : les communes conditionnent l'octroi de fonds au roi à la résolution de cette question. Le roi y consent, et la Chambre des communes en retour adopte un impôt sur les revenus fonciers pour combler le budget du gouvernement. Malgré la robustesse de ses désaccords avec le roi, Henri IV lui maintient sa confiance, l'envoyant en ambassade en France en 1408 pour négocier une paix durable entre les deux royaumes. Il meurt en 1410 à l'âge de 52 ans, et est inhumé à l'église de son village natal de Bobbing.